# Vaszy Viktor

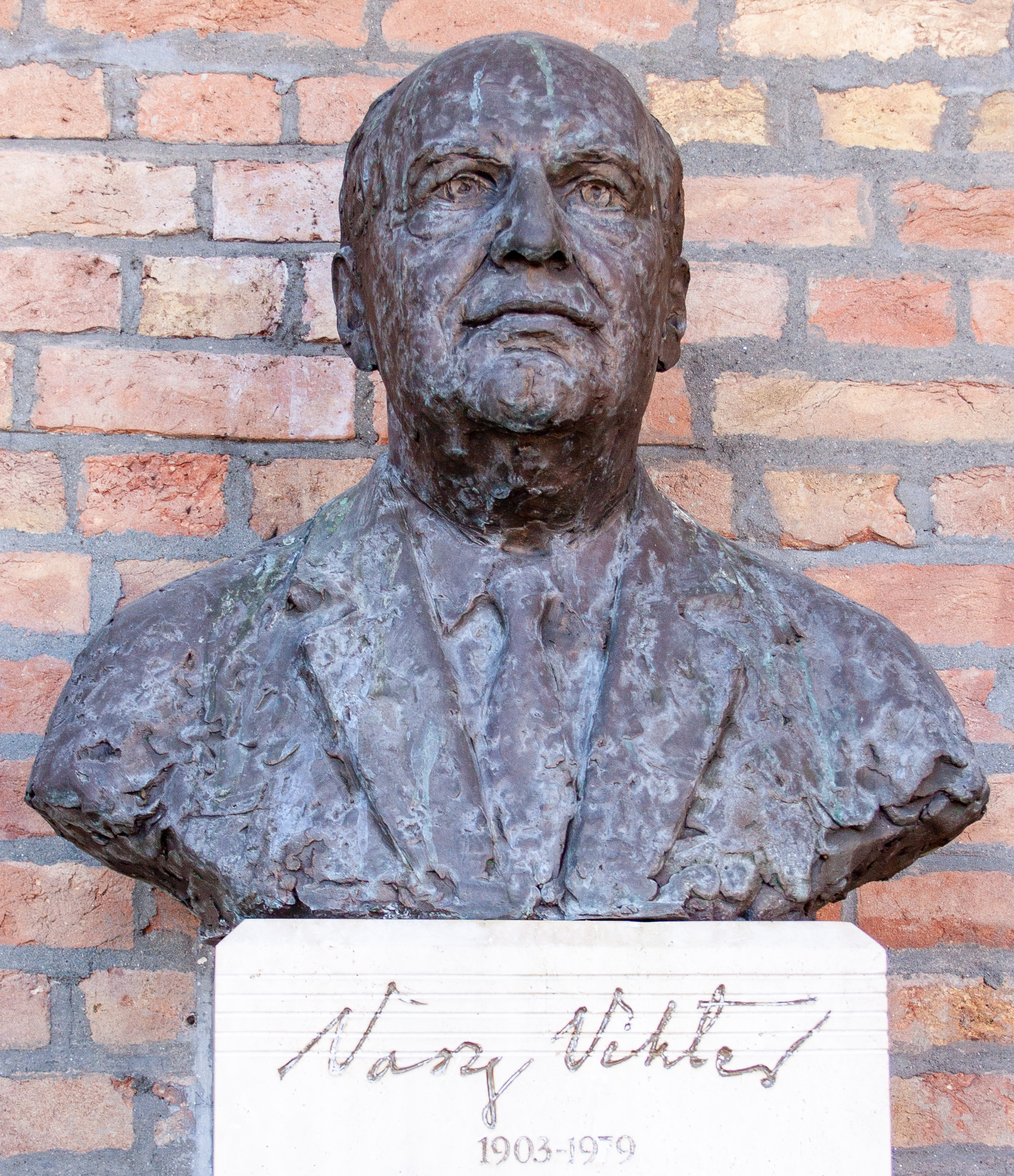
Vaszy Viktor a szegedi panteonban

Vaszy Viktor (Budapest, 1903. július 25. – Szeged, 1979. március 12.) zeneszerző, karmester.

## Élete
Vaszy György hivatalnok és Kiszely Terézia (1876–1957) fia. Középiskolai tanulmányait a budapesti piarista gimnáziumban végezte, ahol 1921-ben érettségizett, de részben ezzel párhuzamosan, 1919-től 1925-ig járt a budapesti Zeneművészeti Főiskolára is. Hegedű szakon Zsolt Nándor, Kemény Rezső és Szerémi Gusztáv, zeneszerzés szakon Kodály Zoltán, Molnár Antal és Koessler János növendéke volt. 1925–1929-ben (diák vendégkarnagyként kezdve) a Székesfővárosi Zenekar, 1929–1941 között a Budapesti Egyetemi Énekkar, 1935–1941-ben a Budapesti Palestrina kórus karnagya volt. 1929–1941 között a Zeneakadémián elméleti tárgyakat tanított. Kórusvezetőként több európai koncertturnét vezetett. 1941–1944-ben a kolozsvári Magyar Opera igazgatója volt.
1945-től a Szegedi Nemzeti Színház karmestere, 1948-tól zeneigazgatója, 1955–1957-ben ismét a Zeneakadémia tanára, 1957–1969 között a Szegedi Nemzeti Színház igazgatója, 1969–1975-ben újra zeneigazgatója volt. Kezdeményezésére szerveződött önálló városi intézménnyé 1969-ben a Szegedi Szimfonikus Zenekar, melynek 1975-ig igazgató karmestere volt. 1958-ban szegedi karvezetők megkeresése nyomán létrehozta a város oratóriumkórusát, a Szegedi Zenebarátok Kórusát, mely 1986 óta az alapító nevét felvéve Vaszy Viktor Kórus néven működik. A Szegedi Szabadtéri Játékok egyik megújítója és zenei irányítója. Romhányi Józseffel átdolgozta és sikerrel bemutatta Erkel Ferenc Sarolta című vígoperáját.
Nevéhez fűződik Bartók Béla Divertimento (1941), valamint Cantata Profana (1930) című műveinek magyarországi bemutatója.
Első felesége Kováts Ilona (1905–1946) opera-énekesnő volt, akit 1929. március 4-én Szegeden vett nőül. Második házastársa Pócza Eleonóra (Ella) szintén opera-énekesnő volt, akivel 1947. május 21-én Szegeden kötött házasságot. Gyermekei Vaszy Ilona és Vaszy Borbála.

## Emlékének ápolása Szegeden
Védett síremléke a szegedi belvárosi temetőben található. Egykori lakóházát (Somogyi u. 17.) 1993 óta bronz emléktábla jelöli. Mellszobra található 1986 óta a Szegedi Nemzeti Színház előcsarnokában (Tóth Valéria alkotása), 2004 óta a Dóm teret övező panteonban. Nevét viseli az általa 1958-ban alapított szegedi oratóriumkórus, a Vaszy Viktor Kórus. Szeged Megyei Jogú Város Közgyűlése róla nevezte el a Szegedi Nemzeti Színház melletti kis teret, ezzel az intézmény hivatalos címe Vaszy Viktor tér 1. lett. A Vaszy Viktor-emlékérem kitüntetést még a Csongrád Megyei Tanács alapította 1984-ben, ugyanettől az évtől a Szegedi Nemzeti Színház évadonként Vaszy Viktor-díjjal ismeri el az operatagozatában megszületett kitűnő művészi teljesítményeket (mindkét emlékérem Fritz Mihály alkotása).

## Főbb művei

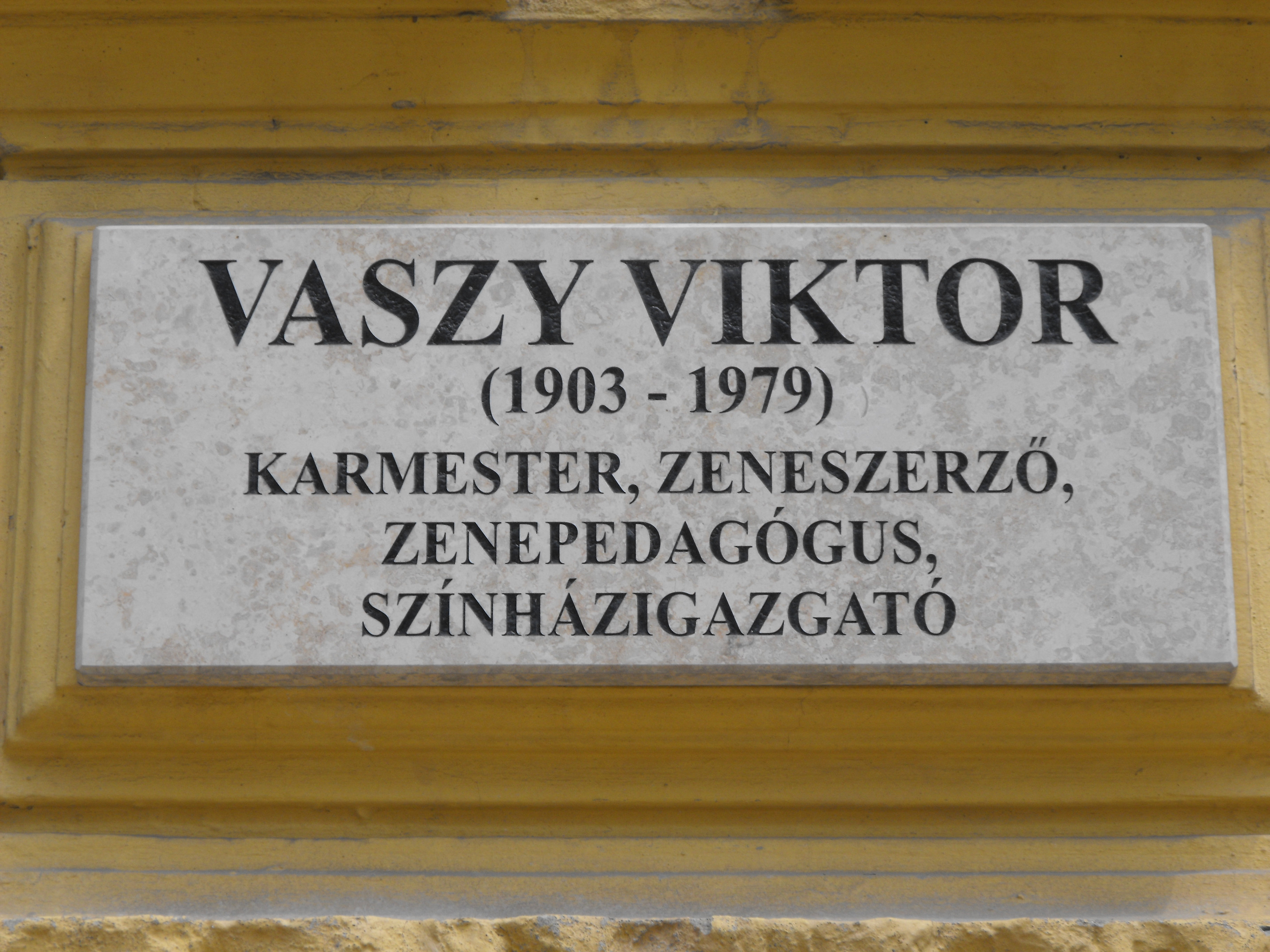
Emléktáblája a Szegedi Nemzeti Színház falán

### Zenekari művek
- Két szvit (nagyzenekarra)
- Vígjáték nyitány
- Ünnepi nyitány
- Romantikus nyitány
- Rapszódia (gordonkára és zenekarra)
- Szimfonikus epizódok
- Magyar táncok

### Kantáták
- Karácsonyi kantáta
- 1919 kantáta
- Észt-kantáta

### Mise
- Missa pro Pace - halála után kéziratban talált, teljesen befejezett nagymiséje

### Kamarazene
- Vonósnégyes
- Fúvósötös
- Toccata (zongorára)
- Dalok (ének-zongorára)

### Kórusművek
- Shakespeare-madrigálok
- Hat lírai madrigál
- Óda (vegyeskar)
- Kórusok, népdalfeldolgozások

## Díjak, elismerések
- 1927 – Budapest Székesfőváros Ferenc József Jubileumi Díja
- 1960 – Érdemes művész
- 1963 – Munka Érdemrend
- 1972 – Kiváló művész
- 1973 – Munka Érdemrend arany fokozat
- 1975 – Szeged Város Alkotói Díja
- 1978 – Szocialista Magyarországért Érdemrend